# Ciudad de Mahón
Il Ciudad de Mahón è un traghetto appartenente alla compagnia di navigazione spagnola Grimaldi Trasmed.

## Servizio
Varato il 30 agosto 2007 nel cantiere navale Astillero Hijos de J. Barreras di Vigo con il nome di Volcán de Tijarafe e consegnato il 28 aprile 2008 alla Naviera Armas, prende servizio il 5 maggio nei collegamenti tra Santa Cruz de Tenerife, Valverde, Las Palmas de Gran Canaria e Arrecife.

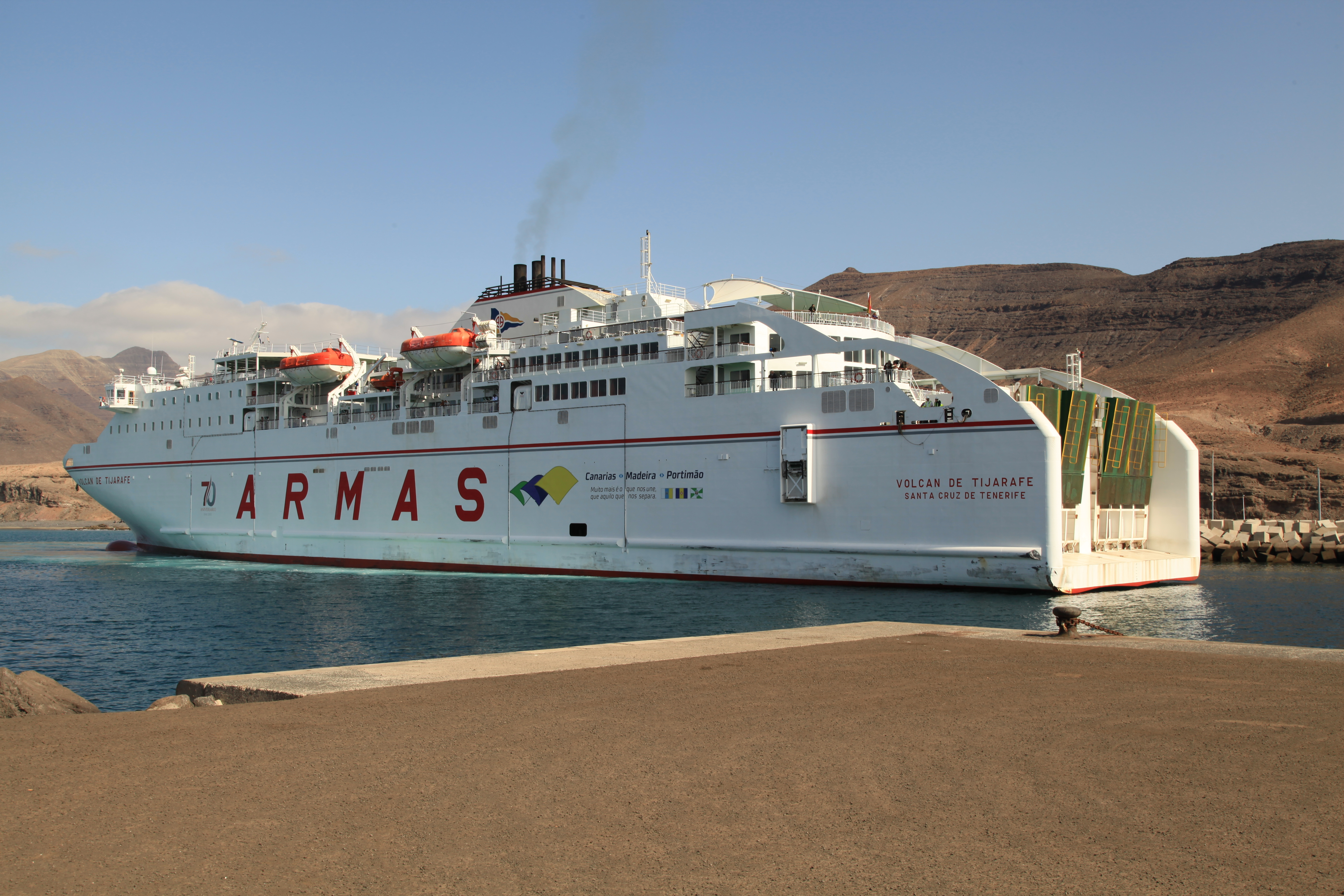
Il Volcán de Tijarafe in ormeggio a Fuerteventura nel 2012.

Dal 14 giugno al 28 settembre 2008 opera nei collegamenti tra Las Palmas de Gran Canaria, Santa Cruz de Tenerife, Funchal e Portimão.
Il 16 luglio 2021 ne viene annunciata la cessione alla Grimaldi Trasmed e viene trasferito nei collegamenti tra Barcellona, Ibiza e Valencia.
Il 28 dicembre 2021 viene speronato dal GNV Sealand a Ibiza a causa del maltempo.
Nel gennaio del 2022 viene  ribattezzato Ciudad de Mahón.
Nel febbraio del 2024 viene noleggiato a scafo nudo per 5 anni alla Baleària, continuando ad operare sulla stessa rotta.
Nel maggio del 2025 viene trasferito nei collegamenti tra Motril e Tangeri Med, dove opera tutt'oggi in sostituzione del compagno di flotta Dénia Ciudat Creativa.

## Navi gemelle
- Volcán de Tamadaba